# قهوة فورية

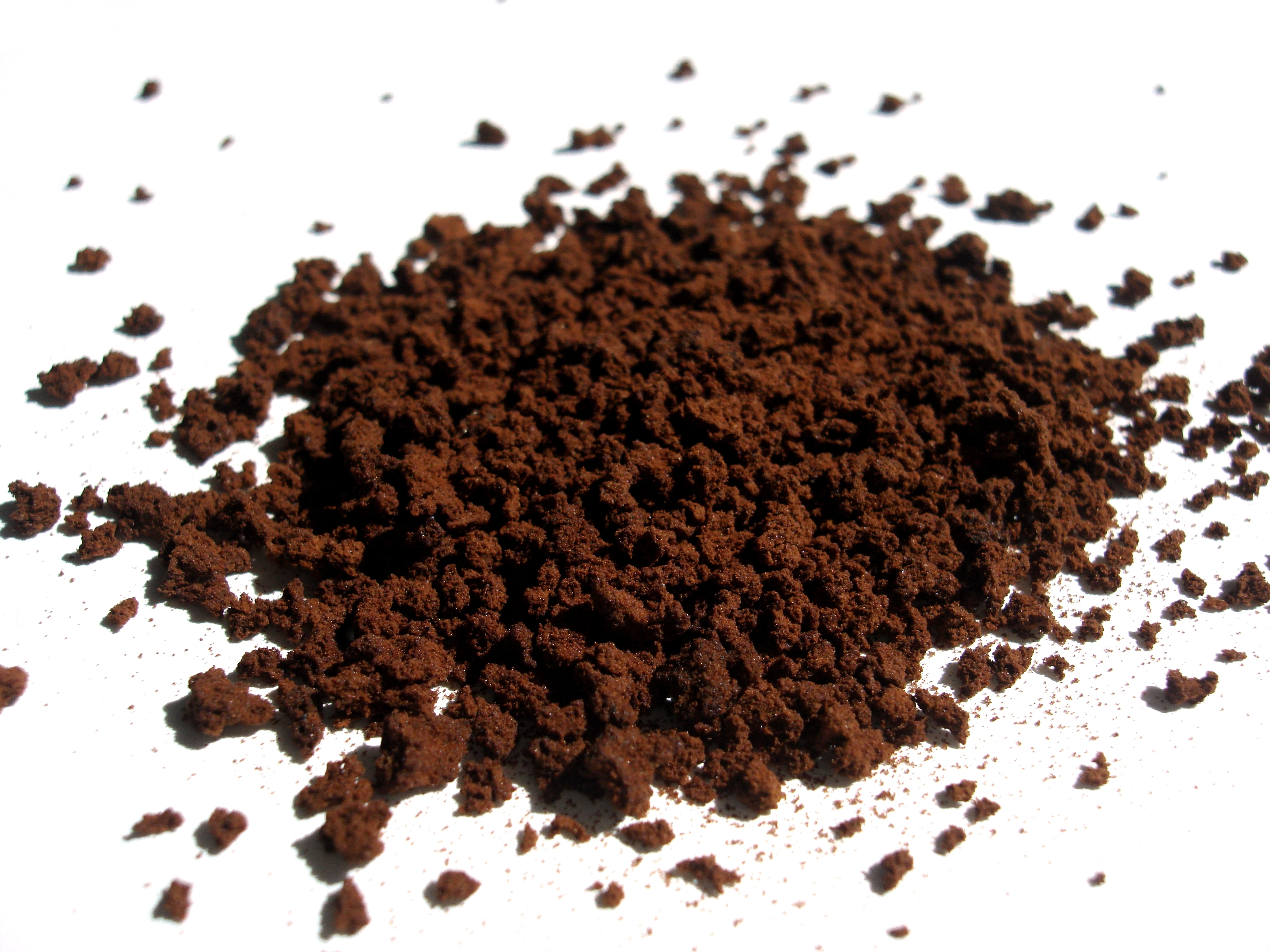

القهوة الفورية وتسمى أيضاً البن القابل للذوبان أو مسحوق القهوة. تستخلص القهوة سريعة الذوبان من حبوب القهوة. يتم تحضير القهوة سريعة الذوبان تجاريا إما عن طريق التجفيف بالتجميد أو التجفيف بالرش . بعدها تصبح جافة جداً وخاليه من أي سوائل أو زيوت طيارة. القهوة الفورية موجودة في بعض دول العالم على شكل سائل أيضاً.

## الإنتاج
كما هو الحال مع القهوة العادية ، يتم تحميص حبوب البن الخضراء أولاً لإعطاء النكهة والرائحة. عادة ما تُستخدم الأسطوانات الدوارة التي تحتوي على بذور البُن الخضراء وبداخلها غازات الاحتراق الساخنة في معظم اسطوانات التحميص. عندما تصل درجة حرارة حبيبات البُن إلى 165 درجة مئوية ، تبدأ عملية التحميص الفعلية. يستغرق التحميص حوالي من 8-15 دقيقة. ثُم بعد ذلك عملية التبريد للبُن وتُطحن الحبوب جيدًا.

### طريقة الاستِخلاص
لكي يتم إنتاج قهوة سريعة الذوبان، يجب استخلاص محتويات حبوب البُن القابلة للذوبان والمتطايرة التي توفر نكهة القهوة. يتم ذلك باستخدام الماء المضغوط والساخن إلى حوالي 175 درجة مئوية . ثم يتم زيادة تركيز القهوة في السائل إما عن طريق التبخر أو عن طريق التكثيف بالتجميد.

## الفوائد
الفائدة من القهوة الفورية هي :
- سرعة التحضير حيث أنها تتحلل بالماء الساخن.
- خفيفة الوزن مقارنة مع حبوب البن المطحونة التي تصنع نفس الكمية من القهوة.
- عمرها الافتراضي أطول في التخزين وأثناء الاستعمال.

لكن ممكن أن تفسد إذا لم تحفظ في مكان جاف.
عند تحضير القهوة ينصح باستعمال ماء ساخن وليس مغلياً ؛ أي نترك الماء المغلي جانباً مدة 1 - 2 دقيقة لتهدأ حرارته، ثم نحضر منه القهوة . في العادة يُؤخذ ملعقة صغيرة من مسحوق القهوة الفورية لكل فنجان سعة 100 سنتيمتر مكعب ؛ ثم يضاف السكر والحليب. ومن المحبب استعمال الحليب الساخن بدلاً من الماء الساخن.

## تاريخ القهوة الجاهزة
اخترعت القهوة السريعة الذوبان عام 1901 بواسطة عالم ياباني اسمه ساتوري كاتو كان يعمل في شيكاغو. عرضت للمرة الأولى على شكل بودرة في معرض بان-أمريكان في مدينة بافلو، نيويورك. قام جورج قسطنطين لويس واشنطن بتطوير هذا المنتج بعد ذلك بفترة قصيرة وسوقها تجارياً عام 1910. شركة نستله قامت بعد ذلك بتطوير عملية تكرير المنتج واستخلاصه بشكل أكثر تقدماً عام 1938.
سوء الإمتصاص
تقلل القهوة سريعة الذوبان من امتصاص الحديد المعوي أكثر من القهوة المقطرة. وقد قدرت إحدى الدراسات أنه عند تناول كوب من القهوة سريعة الذوبان مع وجبة مكونة من مكونات شبه نقية، انخفض الامتصاص المعوي من 5.88٪ إلى 0.97٪، مقارنة بامتصاص 1.64٪ مع القهوة المقطرة.  كما قُدِّر أنه عند مضاعفة قوة القهوة سريعة الذوبان، انخفض امتصاص الحديد المعوي إلى 0.53٪.   ومع ذلك، لا يوجد انخفاض في امتصاص الحديد عند تناول القهوة سريعة الذوبان قبل ساعة واحدة من الوجبة، ولكن نفس درجة التثبيط كما هو الحال مع الابتلاع المتزامن يحدث عند تناول القهوة سريعة الذوبان بعد ساعة واحدة من الوجبة.